# Caravansérail persan
Le caravansérail persan est un bien inscrit au patrimoine mondial depuis 2023. Bien sériel, il comprend 54 caravansérails répartis sur tout le territoire de l'Iran.

## Historique
L'Iran inscrit le 2 février 2017 une proposition intitulée Persian Caravanserai sur sa liste indicative, préalable nécessaire à tout examen d'inscription.
En 2023, après examen, l'ICOMOS préconise de renvoyer la proposition à l'Iran afin de revoir la sélection des sites et de mieux justifier le critère iv (« offrir un exemple éminent d'un type de construction ou d'ensemble architectural ou technologique ou de paysage illustrant une ou des périodes significative(s) de l'histoire humaine »). Son avis n'est pas suivi par le Comité : en juillet 2023, le bien est inscrit au patrimoine mondial lors de la 45e session du Comité ; toutefois, le nombre de sites inscrits passe de 56 à 54, et le critère iv est abandonné.

## Sites
Le bien inscrit comprend 54 sites.
| N°       | Site                              | Pays                         | Superficie (ha) | Zone tampon (ha) | Coordonnées                  | Illus. |
| -------- | --------------------------------- | ---------------------------- | --------------- | ---------------- | ---------------------------- | ------ |
| 1668-001 | Deyr-e Gachin (en)                | Qom                          | 1,9             | 237,1            | 35° 03′ 30″ N, 51° 25′ 12″ E |        |
| 1668-002 | Caravansérail de Noushirvān       | Semnan                       | 0,64            | 99,79            | 35° 46′ 15″ N, 53° 43′ 57″ E |        |
| 1668-003 | Caravansérail de Āhovān           | Semnan                       | 0,69            |                  | 35° 46′ 14″ N, 53° 43′ 48″ E |        |
| 1668-004 | Caravansérail de Parand           | Téhéran                      | 0,4             | 45,09            | 35° 27′ 30″ N, 50° 58′ 29″ E |        |
| 1668-005 | Caravansérail Ribate Charaf       | Khorassan-e Razavi           | 1,12            | 82,16            | 36° 16′ 00″ N, 60° 39′ 19″ E |        |
| 1668-006 | Caravansérail d'Anjireh Ājori     | Yazd                         | 1,76            | 275,74           | 32° 09′ 12″ N, 54° 28′ 38″ E |        |
| 1668-007 | Caravansérail d'Anjireh Sangi     | Yazd                         | 0,09            |                  | 32° 09′ 44″ N, 54° 29′ 02″ E |        |
| 1668-008 | Caravansérail d'Abbās Ābād Tāybād | Khorassan-e Razavi           | 0,41            | 150,33           | 34° 59′ 45″ N, 60° 43′ 06″ E |        |
| 1668-009 | Jamāl Ābād (en)                   | Azerbaïdjan oriental         | 0,37            | 13,83            | 37° 16′ 19″ N, 47° 50′ 35″ E |        |
| 1668-010 | Caravansérail de Qelli            | Khorassan septentrional      | 0,2             | 83,71            | 37° 09′ 12″ N, 56° 55′ 15″ E |        |
| 1668-011 | Caravansérail de Fakhr-e Dāvūd    | Khorassan-e Razavi           | 0,16            | 10,09            | 36° 00′ 00″ N, 59° 18′ 49″ E |        |
| 1668-012 | Caravansérail de Sheikhali Khān   | Ispahan                      | 0,82            | 15,46            | 32° 52′ 06″ N, 51° 22′ 13″ E |        |
| 1668-013 | Maranjāb (en)                     | Ispahan                      | 0,46            | 226,33           | 34° 17′ 57″ N, 51° 48′ 45″ E |        |
| 1668-014 | Caravansérail d'Amin Ābād         | Ispahan                      | 0,4             | 5,23             | 31° 40′ 22″ N, 52° 04′ 06″ E |        |
| 1668-015 | Caravansérail de Gabr Ābād        | Ispahan                      | 0,44            | 71,13            | 33° 46′ 07″ N, 51° 29′ 22″ E |        |
| 1668-016 | Caravansérail de Mahyār           | Ispahan                      | 0,92            | 76,45            | 32° 15′ 54″ N, 51° 48′ 35″ E |        |
| 1668-017 | Gaz (en)                          | Ispahan                      | 0,9             | 20,36            | 32° 48′ 34″ N, 51° 36′ 33″ E |        |
| 1668-018 | Caravansérail de Kūhpāyeh         | Ispahan                      | 0,61            | 6,74             | 32° 42′ 48″ N, 52° 26′ 09″ E |        |
| 1668-019 | Caravansérail de Mazinān          | Khorassan-e Razavi           | 0,47            | 22,21            | 36° 18′ 28″ N, 56° 48′ 23″ E |        |
| 1668-020 | Mehr (en)                         | Khorassan-e Razavi           | 0,57            | 67,05            | 36° 17′ 05″ N, 57° 08′ 37″ E |        |
| 1668-021 | Zafarāniyeh (en)                  | Khorassan-e Razavi           | 0,63            | 29,79            | 36° 09′ 57″ N, 58° 05′ 10″ E |        |
| 1668-022 | Caravansérail de Fakhr Ābād       | Khorassan-e Razavi           | 0,32            | 16,68            | 34° 44′ 41″ N, 58° 03′ 19″ E |        |
| 1668-023 | Sarāyān (en)                      | Khorassan méridional         | 0,19            | 3,61             | 33° 51′ 19″ N, 58° 31′ 05″ E |        |
| 1668-024 | Caravansérail de Qasr-e Bahrām    | Semnan                       | 0,65            | 769,49           | 34° 45′ 55″ N, 52° 10′ 38″ E |        |
| 1668-025 | Caravansérail de Mayāmey          | Semnan                       | 0,53            | 2,39             | 36° 24′ 33″ N, 55° 39′ 12″ E |        |
| 1668-026 | Caravansérail d'Abbās Ābād        | Semnan                       | 0,86            | 30,63            | 36° 21′ 40″ N, 56° 23′ 16″ E |        |
| 1668-027 | Caravansérail de Miāndasht        | Semnan                       | 2,44            | 197,84           | 36° 25′ 41″ N, 56° 03′ 38″ E |        |
| 1668-028 | Caravansérail de Zeinodin         | Yazd                         | 0,41            | 269,93           | 31° 24′ 43″ N, 54° 42′ 25″ E |        |
| 1668-029 | Caravansérail de Meybod           | Yazd                         | 0,67            | 9,98             | 32° 13′ 40″ N, 54° 00′ 33″ E |        |
| 1668-030 | Caravansérail de Farasfaj         | Hamedan                      | 0,46            | 12,56            | 34° 29′ 17″ N, 48° 16′ 59″ E |        |
| 1668-031 | Caravansérail d'Izadkhvast        | Fars                         | 0,49            | 37,65            | 31° 30′ 48″ N, 52° 08′ 00″ E |        |
| 1668-032 | Bisotun                           | Kermanchah                   | 0,81            | 35,36            | 34° 23′ 04″ N, 47° 26′ 06″ E |        |
| 1668-033 | Complexe Ganjali Khan             | Kerman                       | 0,38            | 7,27             | 30° 17′ 28″ N, 57° 04′ 44″ E |        |
| 1668-034 | Yengeh Emām (en)                  | Alborz                       | 0,49            | 12,29            | 35° 56′ 11″ N, 50° 43′ 11″ E |        |
| 1668-035 | Caravansérail de Khājeh Nazar     | Azerbaïdjan oriental         | 0,23            | 18,75            | 38° 58′ 39″ N, 45° 34′ 37″ E |        |
| 1668-036 | Caravansérail de Goujebel         | Azerbaïdjan oriental         | 0,15            | 10,93            | 38° 20′ 38″ N, 46° 51′ 48″ E |        |
| 1668-037 | Sāeen (en)                        | Ardabil                      | 0,06            | 74,04            | 38° 00′ 04″ N, 47° 52′ 54″ E |        |
| 1668-038 | Titi (en)                         | Gilan                        | 0,11            | 12,29            | 37° 02′ 41″ N, 49° 54′ 08″ E |        |
| 1668-039 | Caravansérail de Dehdasht         | Kohguilouyeh-et-Bouyer-Ahmad | 0,16            | 4,51             | 30° 47′ 18″ N, 50° 33′ 41″ E |        |
| 1668-040 | Caravansérail de Khoy             | Azerbaïdjan occidental       | 0,04            | 6,96             | 38° 27′ 58″ N, 44° 37′ 25″ E |        |
| 1668-041 | Caravansérail de Bāgh-e Sheikh    | Markazi                      | 0,53            | 30,8             | 34° 59′ 27″ N, 50° 26′ 49″ E |        |
| 1668-042 | Caravansérail de Neyestānak       | Ispahan                      | 0,48            | 25,39            | 32° 58′ 16″ N, 52° 47′ 58″ E |        |
| 1668-043 | Caravansérail de Chehel Pāyeh     | Kerman                       | 0,33            | 45,54            | 31° 56′ 24″ N, 57° 08′ 25″ E |        |
| 1668-044 | Caravansérail de Khān             | Azerbaïdjan occidental       | 0,34            | 8,67             | 33° 21′ 59″ N, 56° 04′ 13″ E |        |
| 1668-045 | Caravansérail de Deh Mohammad     | Khorassan méridional         | 0,25            | 10,68            | 33° 59′ 30″ N, 56° 58′ 45″ E |        |
| 1668-046 | Caravansérail de Tāj Ābād         | Hamedan                      | 0,28            | 6,56             | 34° 52′ 36″ N, 48° 13′ 15″ E |        |
| 1668-047 | Caravansérail de Chāh kūrān       | Kerman                       | 0,16            | 35,69            | 31° 34′ 09″ N, 56° 51′ 01″ E |        |
| 1668-048 | Caravansérail de Kharānaq         | Yazd                         | 0,28            | 17,34            | 32° 20′ 42″ N, 54° 40′ 05″ E |        |
| 1668-049 | Caravansérail de Rashti           | Yazd                         | 0,5             | 9,54             | 32° 26′ 27″ N, 53° 37′ 52″ E |        |
| 1668-050 | Borāzjān (en)                     | Bouchehr                     | 0,78            | 6,01             | 29° 16′ 02″ N, 51° 12′ 30″ E |        |
| 1668-051 | Caravansérail de Chameshk         | Lorestan                     | 0,22            | 11,67            | 33° 14′ 17″ N, 48° 12′ 41″ E |        |
| 1668-052 | Caravansérail d'Afzal             | Khouzistan                   | 0,1             | 1,42             | 32° 02′ 38″ N, 48° 51′ 08″ E |        |
| 1668-053 | Caravansérail de Bastak           | Hormozgan                    | 0,1             | 2,24             | 27° 11′ 55″ N, 54° 22′ 34″ E |        |
| 1668-054 | Sa'adossaltaneh (en)              | Qazvin                       | 2,58            | 11,28            | 36° 16′ 09″ N, 50° 00′ 03″ E |        |